# پائولو گروسی
پائولو گروسی (متولد ۲۹ ژانویه ۱۹۳۳) قاضی ایتالیایی است. او از ۲۴ فوریه ۲۰۱۶ تا ۲۳ فوریه ۲۰۱۸ رئیس دیوان قانون اساسی ایتالیا بود. او همچنین از ۲۳ فوریه ۲۰۰۹ تا ۲۳ فوریه ۲۰۱۸ به عنوان یک قاضی در دیوان مشغول به کار بود.